# Pot o' Gold (Glee)
"Pot o' Gold" (tạm dịch: "Nồi vàng") là tập phim thứ tư trích từ mùa 3 của sê-ri phim truyền hình Mỹ Glee và đồng thời cũng là tập phim thứ 48 của chương trình. Tập phim được viết bởi Ali Adler, đạo diễn bởi Adam Shankman, và được phát sóng lần đầu tiên trên kênh Fox tại Mỹ vào ngày 1 tháng 11 năm 2011. Tập phim bao gồm sự xuất hiện của sinh viên trao đổi nước ngoài người Ireland, Rory Flanagan (thủ vai bởi người chiến thắng của The Glee Project Damian McGinty), đến trường trung học McKinley, một đối thủ mới của Sue Sylvester (Jane Lynch) trong cuộc đua tranh cử Quốc hội cùng sự tan rã nhanh chóng của đội hát chính, New Directions.
Toàn bộ tập phim nhận được những đánh giá trung lập từ những nhà phê bình. Cốt truyện giữa Quinn, Puck và Shelby bị chỉ trích rất nhiều, trong khi đó, việc nhân vật Burt Hummel (Mike O'Malley) tham gia bầu cử Quốc hội và trở thành đối thủ của Sue nhận được chào đón nhiệt tình. Phần âm nhạc nhận được nhiều yêu thích hơn nội dung của tập phim, đặc biệt là ca khúc "Candyman", trình bày bởi đội hát mới thành lập, Troubletones.
Dù tất cả năm ca khúc được trình diễn trong tập phim được phát hành dưới dạng đĩa đơn kỹ thuật số, nhưng chỉ "Last Friday Night (T.G.I.F.)" leo lên bảng xếp hạng Billboard Hot 100. Kể từ khi phát sóng, tập phim thu hút 7.47 triệu người xem và nhận được 3.0/8 đánh giá/chia sẻ từ Nielsen trong nhân khẩu học 18–49. Tổng số khán giả và điểm đánh giá/chia sẻ tiếp tục kéo xuống so với tập phim trước, "Asian F", phát sóng bốn tuần trước vào ngày 4 tháng 10 năm 2011.

## Nội dung
Rory Flanagan (Damian McGinty), một học sinh trao đổi nước ngoài đến từ Ireland, đã bắt đầu nhập học tại tại trường McKinley nhưng thường xuyên bị bắt nạt. Anh đang sinh sống tại nhà của Brittany (Heather Morris), người tin rằng anh là yêu tinh. Rory, hiện đang có cảm tình với Brittany, đã không trung thực với cô về việc này vì cô đã hứa rằng nếu anh cho cô ba điều ước, anh sẽ được chạm vào "nồi vàng" của cô. Sau đó, hai điều ước đầu tiên của cô đã được anh dễ dàng thực hiện,
Mercedes (Amber Riley) hiện đang tuyển thành viên cho đội hát nữ chỉ đạo bởi Shelby Corcoran (Idina Menzel), đã mời thành viên hiện tại của nhóm New Directions, Santana (Naya Rivera) gia nhập nhóm. Santana đã chạy theo sau Brittany và cùng cô ăn tối, nhằm thuyết phục cô tham gia vào nhóm hát, nhưng Brittany vẫn chưa sẵn sàng rời bỏ những người bạn của mình tại New Directions. Brittany có kể cho cô nghe về sức mạnh thần kỳ của Rory, khiến cho Santana ham dọa Rory rằng anh phải nói với Brittany biết được là Santana đã ước cô sẽ tham gia vào đội nhạc của Shelby. Brittany tưởng bở rằng mình phải thực hiện điều ước ấy và ước lần thứ ba là việc làm này không làm tổn thương đến mọi người trong nhóm. Đồng đội trưởng Finn Hudson (Cory Monteith) đã cố gắng giữ Brittany ở lại: anh nói với cô rằng yêu tinh không có thật và cho rằng cô quá ngu ngốc. Brittany sau đó đã cảm thấy bị sỉ nhục và cũng từ bỏ đội hát.
Quinn (Dianna Agron) và Puck (Mark Salling) thì đề nghị rằng họ nên trông nom đứa con ruột của mình, Beth, bé gái nay là con nuôi của Shelby. Trong khi đang trông bé, Quinn đã dấu tương ớt, dao nhọn, những quyển sách ăn thịt trẻ em cùng những thứ đồ vật khác nhằm khiến Shelby bị coi là không đủ tư cách để làm mẹ; sau đó, cô đã gọi điện cho Dịch vụ Bảo vệ Trẻ em, nhằm giành lại quyền nuôi Beth sau khi họ điều tra và tìm thấy chứng cứ. Dù vật, Puck đã trở lại và bí mật lấy lại những đồ vật ấy. Anh đồng thời cũng đã hát ca khúc "Waiting for a Girl Like You" nhằm dỗ Beth hết khóc và trấn an Shelby, người thú nhận rằng cô cực kỳ cô đơn. Trong cảnh phim cuối cùng, Puck và Shelby đã hôn nhau.
Ứng cử viên quốc hội và huấn luyện viên đội cổ vũ Sue Sylvester (Jane Lynch)—người sẽ cắt bỏ mọi chi phí cho những chương trình nghệ thuật tại trường trong chiến dịch của mình—đã phóng đại  về chi phí của vở kịch tại trường McKinley, West Side Story. Cô đã thành công sau khi một bà mẹ đã giận dữ và ném gạch vào Thầy hiệu trưởng Figgins (Iqbal Theba). Người chỉ đạo đội hát, Will Schuester (Matthew Morrison) đã tuyển thành viên mới bằng cách bán quảng cáo trong sách bộ môn nhằm quyên góp tiền; khi Kurt (Chris Colfer) kêu gọi cha của mình, Burt Hummel (Mike O'Malley) mua tờ quảng cáo thì thay vào đó, ông đã tụ tập một nhóm nhà kinh doanh để chu cấp cho vở kịch này. Ông sau đó cũng tuyên bố rằng mình sẽ chạy đua Quốc hội chống lại Sue.
Một buổi họp mặt nhóm của Shelby đã được diễn ra, quyết định rằng tên nhóm sẽ được đặt là Troubletones, còn Santana thì hù dọa Sugar Motta (Vanessa Lengies) để cô trở thành giọng nữ chính của nhóm. Troubletones sau đó đã trình diễn xuất sắc ca khúc "Candyman", khiến Finn và Will cảm thấy tuyệt vọng. Finn sau đó đã xin lỗi Brittany vì câu nói nhạy cảm của mình và mong cô và nhóm Troubletones thành công. Rory thì cho rằng anh đã hoàn tất điều ước thứ ba của Brittnay. Dù vậy, cô cho rằng cảm giác của Finn lúc này đang rất đau khổ bởi quyết định của cô cũng nhưng cuối cùng cô cũng biết được rằng yêu tinh không có thật. Sau đó, Rory lại tiếp tục bị bắt nạt, nhưng được Finn giải cứu và mời anh gia nhập vào nhóm New Directions, nơi anh trình diễn thành công ca khúc "Take Care of Yourself".

## Sản xuất
Tập phim được viết bởi đồng giám đốc sản xuất của chương trình Ali Adler, giúp "Pot o' Gold" trở thành tập đầu tiên không được viết bởi những đồng sáng lập của Glee— gồm Ryan Murphy, Brad Falchuk và Ian Brennan—cũng như trở thành tập thứ hai đạo diễn bởi biên đạo múa Adam Shankman, người đã đảm nhiệm công việc này trong "The Rocky Horror Glee Show" ở mùa thứ hai. Shankman đã bắt đầu thực hiện tập phim này vào ngày 2 tháng 9 năm 2011, và kết thúc khâu ghi hình vào ngày 22 tháng 9 năm 2011. "Pot o' Gold" và tập trước đã được quay cách nhau một vài ngày trước khi tập "Asian F" hoàn tất việc ghi hình màn trình diễn cuối cùng vào ngày 16 tháng 9 năm 2011.
McGinty, một trong hai người chiến thắng giải thưởng một nhân vật phụ trong bảy tập phim liên tiếp của bộ phim trong The Glee Project đã xuất hiện lần đầu tiên trong tập này với vai Rory Flanagan, một sinh viên trao đổi nước ngoài người Ireland. Murphy đã tiết lộ rằng trong ngày quay đầu tiên, McGinty đã bị "đẩy vào tủ đồ 25 lần", và vào "cảnh quay đầu tiên trong bài hát của anh, cả ê-kíp đã reo lên vui mừng." Rory hiện đang sống cùng gia đình của Brittany, và ý tưởng giữa nhân vật McGinty và Brittany đã được đề cập trong tập phim áp chót của The Glee Project, khi ban giám khảo của chương trình cho rằng Brittany sẽ không hiểu nổi một từ với giọng nói người Ireland của anh.
Những nhân vật khách mời định kỳ khác cũng xuất hiện trong tập phim này gồm Menzel trong vai Shelby Corcoran, Thầy hiệu trưởng Figgins (Iqbal Theba), cha của Kurt, Burt Hummel, vợ của Burt và mẹ của Finn, Carole Hudson-Hummel (Romy Rosemont), học sinh Sugar Motta (Vanessa Lengies), và hai biên tập viên thời sự truyền hình Rod Remington (Bill A. Jones) cùng Andrea Carmichael (Earlene Davis).
Tập phim này gồm năm bản cover (trình diễn lại) đều được phát hành dưới dạng đĩa đơn kỹ thuật số gồm: "Candyman" của Christina Aguilera, trình diễn bởi Rivera, Morris, và Riley, "Last Friday Night (T.G.I.F.)" của Katy Perry, cùng giọng nam chính của Criss, "Waiting for a Girl Like You" của ban nhạc Foreigner, trình bày bởi Salling, "Bein' Green" từ Sesame Street và "Take Care of Yourself" của Teddy Thompson, tất cả đều được trình diễn bởi McGinty.

## Tiếp nhận

### Khán giả
"Pot o' Gold" được phát sóng lần đầu tiên vào ngày 1 tháng 11 năm 2011 tại Mỹ trên kênh Fox, nhận được 3.0/8 đánh giá/chia sẻ từ Nielsen trong nhân khẩu học 18–49, và thu hút 7.47 triệu người xem tại Mỹ kể từ khi phát sóng. Tập phim lại tiếp tục bị đánh bại bởi bộ phim cùng giờ trình chiếu NCIS trên kênh CBS, nhận được 3.9/11 đánh giá/chia sẻ trong nhân khẩu học 18-49. So với buổi công chiếu tập phim của bốn tuần trước, lượng khán giả của Glee đã bị kéo xuống 11% từ 3.6/10 đánh giá/chia sẻ và 8.42 triệu người xem của tập "Asian F", phát sóng ngày 4 tháng 10 năm 2011. "Pot o' Gold" đã trở thành tập phim có số điểm đánh giá/chia sẻ thấp nhất của Glee, huề với tập phim thứ tư của mùa đầu tiên, "Preggers", cũng nhận được 3.0/8 đánh giá/chia sẻ nhưng chỉ thu hút 6.62 triệu người xem. Dù vậy, tập phim kém nhất là tập 11, "Hairography", cũng từ mùa thứ nhất, nhận được 2.5/7 đánh giá/chia sẻ trong nhân khẩu học 18-49 với 6.08 triệu khán giả vào đêm trước lễ Tạ ơn ngày 25 tháng 11 năm 2009.
Số khán giả đồng thời cũng bị giảm sút tại những quốc gia khác. Ở Anh, "Pot o' Gold" trình chiếu trên kênh Sky1 thu hút 1.03 triệu người xem, xuống 6% so 1.10 triệu người dõi theo tập "Asian F" vào bốn tuần trước. Ở Úc, "Pot o' Gold" thu hút 724,000 người xem, giúp Glee trở thành chương trình thu hút thứ 14 của đêm trình chiếu. Nhưng số khán giả vẫn kéo xuống 11% so với tập "Asian F", dõi theo bởi 843,000 người xem. Đây chính là tập phim ít người xem nhất trong mùa 3 tại đây, nhưng chỉ theo sau tập phim thứ hai, "I Am Unicorn", nhận được 729,000 người xem. Ở Canada, 1.62 triệu khán giả đã thưởng thức tập phim, trở thành chương trình thu hút thứ 18 của tuần, nhưng lại tụt xuống bốn bậc và 11% so với 1.82 người xem "Asian F" và tăng lên 8% so với 1.50 khán giả dõi theo "I Am Unicorn".

### Lịch sử xếp hạng
Chỉ có một trong năm bản cover (trình diễn lại) phát hành dưới dạng đĩa đơn kỹ thuật số có cơ hội xuất hiện trên bảng xếp hạng Billboard Hot 100: "Last Friday Night (T.G.I.F.)" leo lên vị trí 72. "Last Friday Night (T.G.I.F.)" đồng thời cũng là đĩa đơn duy nhất xuất hiện trên bảng xếp hạng Canadian Hot 100 ở vị trí 86. Ngoài ra, đây cũng chính là ca khúc duy nhất trích từ tập phim xuất hiện trong album nhạc phim Glee: The Music, Volume 7. Còn ca khúc "Take Care of Yourself", đồng thời cùng trở thành một trong năm ca khúc tặng kèm trong phiên bản của album tại Target.